# División Intermedia (Paraguay)
La División Intermedia è un campionato semi-professionistico paraguaiano; è il secondo livello del campionato paraguaiano di calcio, organizzato dalla Asociación Paraguaya de Fútbol.
Nella stagione 2012 il numero di squadre partecipanti è aumentato fino a 16 (dalle 14 nel 2011).

## Formula
Undici delle 16 squadre in gara appartengono alla giurisdizione dell'area metropolitana di Asunción, mentre le rimanenti 5 provengono dai campionati minori del resto del Paese.
La prima e la seconda classificata al termine della stagione si guadagnano il diritto a partecipare alla Prima Divisione nella stagione successiva, mentre le ultime tre classificate retrocedono rispettivamente nella Primera B Metropolitana (se la squadra è del distretto di Asunción) o nella Primera B Nacional (se la squadra è del resto del paese).

## Squadre 2018
| Club                    |
| ----------------------- |
| River Plate de Asunción |
| Guaireňa                |
| Fernando de la Mora     |
| 2 de Mayo               |
| Sp. San Lorenzo         |
| Rubio Ñu                |
| Fulgencio Yegros        |
| Resistencia             |
| R.I. 3 Corrales         |
| Deportivo Liberacion    |
| General Caballero       |
| Sportivo Iteňo          |
| Sportivo Trinidense     |
| Ovetense                |
| Deportivo Caaguazu      |
| General Martín Ledesma  |

## Albo d'oro

### Segunda División
| Stagione | Campione         | Secondo posto   | Terzo posto   |
| -------- | ---------------- | --------------- | ------------- |
| 1910     | Nacional B       | Sol de América  |               |
| 1911     | Presidente Hayes |                 |               |
| 1912     | Non disputato    | Non disputato   | Non disputato |
| 1913     | River Plate      |                 |               |
| 1914     | 10 de Agosto     |                 |               |
| 1915     | Marte Atlético   | 10 de Agosto    |               |
| 1916     | Marte Atlético   |                 |               |
| 1917     | Villa del Salto  | Cerro Porteño B |               |

### División Intermedia
| Stagione | Campione            | Secondo posto | Terzo posto   |
| -------- | ------------------- | ------------- | ------------- |
| 1918     | Sastre              |               |               |
| 1919     | Presidente Hayes    |               |               |
| 1920     | Cerro Porteño B     |               |               |
| 1921     | Sastre              |               |               |
| 1922     | Non disputato       | Non disputato | Non disputato |
| 1923     | Deportivo Meilicke  |               |               |
| 1924     | Sportivo Luqueňo    |               |               |
| 1925     | Sastre              |               |               |
| 1926     | Rubio Ňú            |               |               |
| 1927     | Atlántida           |               |               |
| 1928     | General Caballero   |               |               |
| 1929     | Atlético Corrales   |               |               |
| 1930     | Fernando de la Mora |               |               |
| 1931     | Sastre              |               |               |
| 1932-36  | Non disputato       | Non disputato | Non disputato |
| 1937     | 12 de Octubre       |               |               |
| 1938     | Atlético Sajonia    |               |               |
| 1939     | 24 de Septiembre    |               |               |
| 1940     | Sport Colombia      |               |               |
| 1941     | Rubio Ňú            |               |               |
| 1942     | 24 de Septiembre    |               |               |
| 1943     | 24 de Septiembre    |               |               |
| 1944     | Sport Colombia      |               |               |
| 1945     | Sport Colombia      |               |               |
| 1946     | Deportivo Pinoza    |               |               |
| 1947     | Non disputato       | Non disputato | Non disputato |
| 1948     | Asunción F.C.       |               |               |
| 1949     | San Lorenzo         |               |               |
| 1950     | Sport Colombia      |               |               |

### Segunda División
| Stagione | Campione           | Secondo posto | Terzo posto |
| -------- | ------------------ | ------------- | ----------- |
| 1951     | Atlántida          |               |             |
| 1952     | General Genes      |               |             |
| 1953     | San Lorenzo        |               |             |
| 1954     | Rubio Ňú           |               |             |
| 1955     | General Genes      |               |             |
| 1956     | Sportivo Luqueňo   |               |             |
| 1957     | River Plate        |               |             |
| 1958     | Presidente Hayes   |               |             |
| 1959     | Atlético Tembetary |               |             |
| 1960     | San Lorenzo        |               |             |
| 1961     | Rubio Ňú           |               |             |
| 1962     | General Caballero  |               |             |
| 1963     | Rubio Ňú           |               |             |

### Primera División B/Primera División de Ascenso
| Stagione | Campione            | Secondo posto     | Terzo posto |
| -------- | ------------------- | ----------------- | ----------- |
| 1964     | Sportivo Luqueňo    | General Caballero | Resistencia |
| 1965     | Sol de América      |                   |             |
| 1966     | Resistencia         |                   |             |
| 1967     | Presidente Hayes    |                   |             |
| 1968     | Sportivo Luqueňo    |                   |             |
| 1969     | Silvio Pettirossi   |                   |             |
| 1970     | General Caballero   |                   |             |
| 1971     | Presidente Hayes    |                   |             |
| 1972     | Rubio Ňú            |                   |             |
| 1973     | Presidente Hayes    |                   |             |
| 1974     | Presidente Hayes    |                   |             |
| 1975     | Resistencia         |                   |             |
| 1976     | Atlético Tembetary  |                   |             |
| 1977     | Sol de América      |                   |             |
| 1978     | Capitán Figari      |                   |             |
| 1979     | Nacional            |                   |             |
| 1980     | Resistencia         |                   |             |
| 1981     | Oriental            |                   |             |
| 1982     | Atlético Colegiales |                   |             |
| 1983     | Atlético Tembetary  |                   |             |
| 1984     | San Lorenzo         |                   |             |
| 1985     | Sport Colombia      |                   |             |
| 1986     | General Caballero   |                   |             |
| 1987     | San Lorenzo         |                   |             |
| 1988     | Atlético Tembetary  |                   |             |
| 1989     | Nacional            |                   |             |
| 1990     | Cerro Corá          |                   |             |
| 1991     | Presidente Hayes    |                   |             |
| 1992     | Sport Colombia      |                   |             |
| 1993     | Deportivo Humaitá   |                   |             |
| 1994     | San Lorenzo         |                   |             |
| 1995     | Atlético Tembetary  |                   |             |
| 1996     | Cerro Corá          |                   |             |

### División Intermedia
| Stagione | Campione                          | Secondo posto            | Terzo posto                       |
| -------- | --------------------------------- | ------------------------ | --------------------------------- |
| 1997     | 12 de Octubre                     |                          |                                   |
| 1998     | Resistencia                       |                          |                                   |
| 1999     | Universal                         | Nacional                 | Sport Colombia                    |
| 2000     | Libertad                          | Sport Colombia           | Tacuary                           |
| 2001     | Recoleta                          | Sport Colombia           | Nacional                          |
| 2002     | Tacuary                           | Presidente Hayes         | 3 de Febrero Sportivo Iteño       |
| 2003     | Nacional                          | 3 de Febrero             | General Caballero                 |
| 2004     | 3 de Febrero                      | General Caballero        | Cerro Porteño (Presidente Franco) |
| 2005     | 2 de Mayo                         | Fernando de la Mora      | Sport Colombia                    |
| 2006     | Sol de América                    | Sportivo Trinidense      | Rubio Ñú                          |
| 2007     | Silvio Pettirossi                 | General Díaz             | Rubio Ñú                          |
| 2008     | Rubio Ñú                          | General Caballero        | Sport Colombia                    |
| 2009     | Sportivo Trinidense               | Sport Colombia           | Cerro Porteño (Presidente Franco) |
| 2010     | General Caballero                 | Independiente            | San Lorenzo                       |
| 2011     | Cerro Porteño (Presidente Franco) | Sportivo Carapeguá       | Deportivo Capiatá                 |
| 2012     | General Díaz                      | Deportivo Capiatá        | Deportivo Santaní                 |
| 2013     | 3 de Febrero                      | 12 de Octubre            | Sportivo Trinidense               |
| 2014     | Sportivo San Lorenzo              | Deportivo Santaní        | Resistencia                       |
| 2015     | River Plate de Asunción           | Club Fernando de la Mora | General Caballero                 |
| 2016     | Independiente FBC                 | Sportivo Trinidense      | Resistencia                       |
| 2017     | 3 de Febrero                      | Deportivo Santaní        | Fulgencio Yegros                  |